# Ґаррет Фітцджеральд
Ґаррет Майкл Десмонд Фітцджеральд (ірл. Gearoid Micheal Mac Gearailt, англ. Garret Michael Desmond FitzGerald; 9 лютого 1926, Дублін, Ірландська Вільна держава — 19 травня 2011, Дублін, Ірландія) — ірландський державний діяч, дипломат, прем'єр-міністр (1981—1982, 1982—1987), міністр закордонних справ (1973—1977).